# Dennstaedtiaceae
Ver Pteridophyta para una introducción a las plantas vasculares sin semilla
Las dennstaedtiáceas (nombre científico Dennstaedtiaceae) son una familia de helechos del orden Polypodiales, que en la moderna clasificación de Christenhusz et al. 2011 se clasifica diferente que en su predecesor sistema de Smith et al. (2006).

## Taxonomía
Introducción teórica en Taxonomía
La clasificación más actualizada es la de Christenhusz et al. 2011 (basada en Smith et al. 2006, 2008); que también provee una secuencia lineal de las licofitas y monilofitas.
- Familia 30. Dennstaedtiaceae Lotsy, Vortr. Bot. Stammesgesch. 2: 655 (1909). Sinónimos: Hypolepidaceae Pic.Serm., Webbia 24: 705 (1970). Pteridiaceae Ching, Acta Phytotax. Sin. 13: 96 (1975).

10 géneros (Blotiella, Dennstaedtia, Histiopteris, Hypolepis, Leptolepia, Microlepia, Monachosorum, Oenotrichia, Paesia, Pteridium). Referencias: Der et al. (2009), Wolf (1995).
Nota: Oenotrichia está basado en O. maxima (E.Fourn.) Copel., que pertenece a Dennstaedtiaceae. Las otras especies pertenecen a Dryopteridaceae.

### ClasificaciónsensuSmithet al.2006
Ubicación taxonómica:
Plantae (clado), Viridiplantae, Streptophyta, Streptophytina, Embryophyta, Tracheophyta, Euphyllophyta, Monilophyta, Clase Polypodiopsida, Orden Polypodiales, Familia Dennstaedtiaceae.
Sinónimo: Dennstaedtioides.
Incluyendo Hypolepidaceae, Monachosoraceae, Pteridiaceae.
Cerca de 11 géneros:
- Blotiella
- Coptodipteris
- Dennstaedtia (incl. Costaricia)
- Histiopteris
- Hypolepis
- Leptolepia
- Microlepia
- Monachosorum
- Oenotrichia sensu stricto
- Paesia
- Pteridium

Cerca de 170 especies.

## Filogenia
Introducción teórica en Filogenia
Según  Smith et al. (2006), monofilético, teniendo en cuenta que los helechos lindsaeoideos y Saccoloma fueron excluidos (Pryer et al. 2004b, Schuettpelz et al. en prensa).
Monachosoraceae se anida dentro de Dennstaedtiaceae (Wolf et al. 1994, Wolf 1995 y 1997, Pryer et al. 2004b, Schuettpelz et al. 2006).

## Ecología
Terrestres, a veces escandentes.
Pantropicales.

## Caracteres
Con las características de Pteridophyta.
Rizomas en su mayoría largamente rastreros. Normalmente sifonostélicos o polistélicos. Pelos "jointed" (mixtos?).

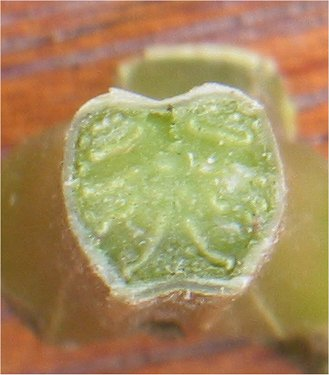
Corte transversal de tallo de Pteridium aquilinum..

Pecíolos usualmente con ápice epipeciolar, usualmente con un haz vascular en forma de alcantarilla abierto y adaxial.
Láminas usualmente grandes, 2-3 pinadas o más divididas. Indumento de pelos. Venas libres, bifurcadas o pinadas, raramente anastomosándose y si es así no tienen venillas inclusas.
Soros marginales o submarginales, lineales o discretos. Indusio linear o cupuliforme en el margen de la lámina, o bien reflejada en los soros.
Esporas tetraédricas con marca trilete, o reniformes con marca monolete.
Gametofitos verdes, cordados.
Número de cromosomas: x = 26, 29, 30, 31, 33, 34, 38, 46, 47, 48 y quizás otros también.